# Swedish Open 1998
Lo Swedish Open 1998 è stato un torneo di tennis giocato sulla terra rossa. È stata la 51ª edizione dello Swedish Open, che fa parte della categoria International Series nell'ambito dell'ATP Tour 1998. Si è giocato al Båstad Tennis Stadion di Båstad in Svezia, dal 6 al 13 luglio 1998.

## Campioni

### Singolare
Magnus Gustafsson ha battuto in finale  Andrij Medvedjev con il punteggio di 6–2 6–3

### Doppio
Magnus Gustafsson /  Magnus Larsson hanno battuto in finale  Lan Bale /  Piet Norval con il punteggio di 6–4 6–2